# Caroline Erikson
Caroline Erikson (* 1988 in Landsberg am Lech) ist eine deutsche Schauspielerin. Mit 11 Jahren hat sie ihre ersten Hauptrollen in deutschen Filmen und Serien übernommen. Nach ihrem Studium war sie von 2018 bis 2021 als Kriminalhauptkommissarin Luna Kunath in der ZDF-Krimiserie SOKO Potsdam zu sehen. Seit 2021 steht sie in Moppi und der Leckerladen auch fürs Kinderfernsehen (KIKA) vor der Filmkamera.

## Leben
Im Alter von fünf Jahren zog Caroline Erikson mit ihren Eltern nach Buchholz in der Nordheide. Hier wuchs sie auf, besuchte verschiedene Schulen und machte ihr Abitur. Neben einem Psychologie-Studium an der Universität Hildesheim absolvierte sie verschiedene Schauspiel-Workshops in Hamburg.
Im Jahre 1999 hatte Erikson ihre erste Episodenhauptrolle in der Sendung Die Pfefferkörner des öffentlich-rechtlichen Spartensenders KiKA. Bis 2003 folgten weitere Hauptrollen in den Serien Absolut das Leben und Alphateam – Die Lebensretter im OP.
Von 2003 bis 2005 agierte Erikson beim Figurentheater Theater Kunterbunt in Tostedt in den Produktionen Schneewittchen und Die kleine Hexe. 2005 spielte sie in vier Episoden die Rolle der Vivi Schiller in der ZDF-Serie Girl friends – Freundschaft mit Herz. Im gleichen Jahr wurde sie für ihre Rolle in der HR/NDR-Produktion Wie kriege ich meine Mutter groß? für den Adolf-Grimme-Preis nominiert. Sie spielte im Jahr 2008 im Kinofilm Glasfasern die Rolle der Sylvie. Zwei Jahre später agierte sie im Kurzfilm Es war einmal im Winter, der mehrere Auszeichnungen deutscher Filmfestivals erhielt. Erikson wurde im
Jahre 2010 für den Jugendfilmpreis Schleswig-Holstein und 2011 für den Publikumspreis Youki 13 nominiert. Ebenfalls 2011 schloss sie ihr Studium der Psychologie ab.
Von 2011 bis 2013 vertiefte Erikson ihre schauspielerischen Fähigkeiten und belegte Ausbildungsgänge in Hamburg, Berlin und New York. Parallel agierte sie in den Serien Morden im Norden, Neue Geschichten aus der Heimat, Tatort Niedersachsen und SOKO Leipzig.
Erikson war mit den Filmen Leiden schafft (2014), Fucking Berlin (2016) und 303 (2018) auf der Kinoleinwand zu sehen. Von 2018 bis 2021 ermittelte sie in der ZDF-Serie SOKO Potsdam.
Neben den Fernseh- und Kinoproduktionen trat Erikson von 2008 bis 2013 mit den Improvisationstheatergruppen Paternoster und Theater ohne Probe auf.

## Filmografie

### Fernsehen
- 1999: Die Pfefferkörner
- 2000: Absolut das Leben
- 2002: Familie XXL
- 2003: Alphateam – Die Lebensretter im OP
- 2003: Wie krieg ich meine Mutter groß?
- 2005: Girl friends – Freundschaft mit Herz
- 2006: Im Tal der wilden Rosen: Bis ans Ende der Welt
- 2006: Die Rettungsflieger
- 2007: Mütter, Väter, Kinder
- 2010: Und alle so yeah
- 2011: Morden im Norden
- 2011: Neue Geschichten aus der Heimat
- 2011: Tatort Niedersachsen
- 2013: SOKO Leipzig
- 2016, 2024: In aller Freundschaft – Die jungen Ärzte
- 2018–2021: SOKO Potsdam
- 2020: Tatort – Das fleißige Lieschen
- seit 2021: Moppi und der Leckerladen
- 2023: SOKO Wismar – Tod einer Hebamme

### Kino
- 2008: Glasfasern
- 2010: Es war einmal im Winter
- 2011: Hilf mir!
- 2012: Irgendwas mit Medien
- 2012: Hinterbänkler
- 2014: Leiden schafft
- 2016: Fucking Berlin
- 2017: Bruma
- 2018: 303